# ガーナ空軍
ガーナ空軍（ガーナくうぐん、英語: Ghana Air Force、略称GHF）は、ガーナにおける空軍組織。
ガーナ空軍（GHF）は、ガーナ陸軍 (GA) およびガーナ海軍 (GN) とともにガーナ国防省 (MoD) の管轄であるガーナ軍 (GAF) を構成している。

## 概要
ガーナ空軍の主な任務は、陸軍の兵站も含めた支援を行うことにある。しかし、整備能力の低さにより、高い評価を得ているわけではない。

## 歴史
ガーナ空軍は、独立直前の1959年にインドとイスラエルの支援の下、設立された。本部はアクラであり、設立当初はインド空軍の准将が責任者であった。
1960年からイギリス空軍が、人材育成の支援を始め、1961年にはカナダ空軍がこれに加わった。1961年にガーナ人の准将が指揮官として任命されている。
設立時は、練習機と輸送機部隊のみしかなかったが、後にヘリコプター部隊も装備している。MB326練習機/軽攻撃機も後に導入している。
なお、1981年にクーデターを起こし混迷を極めていたそれまでの国情を安定化させ、1992年民政移管時に選挙で大統領となったジェリー・ローリングスは、決起時にはガーナ空軍の大尉であった。

## 組織
本部は首都アクラにあり、主な基地は以下の4か所にある。
- アクラ - 本部および輸送機基地
- タマレ - 戦闘および訓練基地
- セコンディ・タコラディ - 訓練基地
- クマシ - 支援基地

2024年時点で、2,000名の人員を擁する。1個対地攻撃飛行隊、1個監視飛行隊、1個輸送飛行隊、1個訓練飛行隊、1個輸送ヘリコプター隊からなる。

## 機材

### 固定翼機
- K-8 カラコルム×4[1]
- DA42 MPP×2[1]
- DA42×1[1]
- C295M×3[1]
- セスナ 172×3[1]
- ファルコン 900EX×1（要人輸送機）[1]
- フォッカー F28×1（保管中）[1]

### 回転翼機
- Mi-17V-5×3[1]
- Mi-171Sh×4[1]
- Z-9EH×4[1]